# Sarah Michael
Sarah Michael (22 de julho de 1990) é uma futebolista nigeriana que atua como atacante.

## Carreira
Sarah Michael integrou o elenco da Seleção Nigeriana de Futebol Feminino, nas Olimpíadas de 2008. 